# 辞本直樹
辞本 直樹（いやもと なおき、1981年7月9日 - ）は、日本の俳優、タレントである。

## 人物
- 大阪府出身[1]。
- 血液型はB型[1]。

## 出演

### テレビドラマ
- 働きマン 第10話（2007年12月12日、日本テレビ）
- 白と黒（2008年6-9月、東海テレビ／フジテレビ）
- Room Of King（2008年10-11月、フジテレビ） - 看護師 役
- 連続テレビ小説 ウェルかめ 第17・44話（2009年10月16日・11月17日、NHK） - 客 役
- ハンチョウ〜神南署安積班〜 シリーズ2 第1話（2010年1月11日、TBSテレビ）
- 土曜プレミアム 地下鉄サリン事件 15年目の闘い〜あの日、霞ヶ関で何が起こったのか〜（2010年3月20日、フジテレビ）
- 警部補 矢部謙三 第1話（2010年4月9日、テレビ朝日）
- ドラマスペシャル 愛・命 〜新宿歌舞伎町駆け込み寺〜（2011年12月17日、テレビ朝日）
- 宮部みゆきミステリー パーフェクト・ブルー 第3話（2012年10月22日、TBSテレビ）
- 幸せの時間 第5話（2012年11月9日、東海テレビ／フジテレビ）
- 水曜ミステリー9（テレビ東京）
  - 湯けむりドクター華岡万里子の温泉事件簿7（2013年3月13日） - 元村ケンジ 役
  - 立証 離婚弁護士 香月佳美（2013年5月29日） - 諏訪竜二 役[2]
  - さすらい署長 風間昭平11（2014年10月8日） - 庄司和也 役
  - ソタイ 組織犯罪対策課2（2016年4月13日） - 勝野豪 役
- スペシャルドラマ ST 警視庁科学特捜班（2013年4月10日、日本テレビ）
- ビンタ!〜弁護士事務員ミノワが愛で解決します〜 第11話（2014年12月11日、読売テレビ／日本テレビ） - 坂田 役
- 絶狼-ZERO- -DRAGON BLOOD- 第4話（2017年1月27日、テレビ東京） - ジル 役

### 配信ドラマ
- 雨が降ると君は優しい 第1話・第2話（2017年9月16日 - 、Hulu）

### 映画
- パッチギ!（2005年）
- 男たちの大和/YAMATO（2005年） - 水平長 役